# 極低気圧

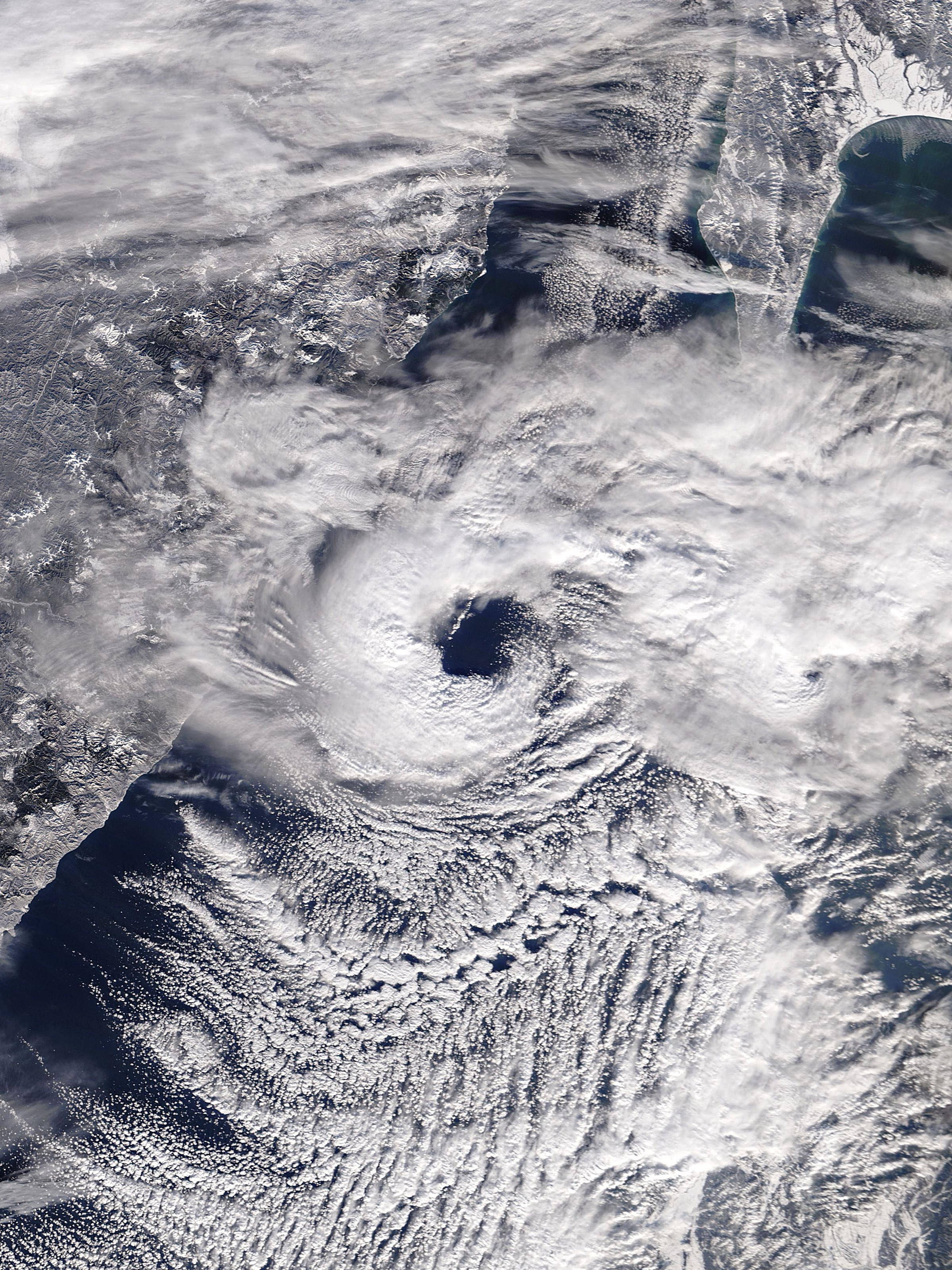
日本海を通過する極低気圧、2009年12月20日

極低気圧（きょくていきあつ、英語：polar low、ポーラーロウ）は、両極地方・極前線帯で発生した低気圧のことである。
気温が非常に低い寒気団の中で発生し、爆弾低気圧（猛烈低気圧）と異なり南東側に暖気移流を持たない。寒冷低気圧の小型版との見方もあり「真冬の台風」、または「真冬の小悪魔」と呼ばれることも決して少なくない。
また、前線を全く持たず、雪雲自体が纏った小さな渦を巻いていることが特徴的で寒冷な極気団（北極大陸性気団、北極海洋性気団、南極大陸性気団のいずれか）が海上を通過するときに発生する。傾圧不安定や条件付不安定、順圧不安定、大気潮汐、暖流などの急激な変動などが発生のメカニズムと考えられている。
温帯低気圧などのほかの低気圧に比べて規模はかなり小さく、地上天気図ではごく小さな低気圧、あるいは地上天気図に現れない隠れた低気圧としか描かれないことが多いものの、時として大雪・風雪・大雨・風雨（まれに突発・局地的な豪雪・豪雨や暴風雪・暴風雨の場合もある）、果ては雷をもたらすことも少なくない。主に南極大陸全域と南極海、北極海とその周辺部、および北大西洋北部、ベーリング海、オホーツク海、能登沖、秋田沖、津軽海峡などで主に冬から春にかけて発生するが、まれに夏や秋に発生する場合もある。
また、極低気圧（ポーラーロウ）と似たものにポーラーサイクロン（polar cyclone。こちらも極低気圧と呼ばれることがある）があるが、こちらは低気圧の直径が1,000kmを超える大規模なもの（メソスケール）で、一年中発生する。